# 스파이더 카드놀이 (윈도우)
스파이더 카드놀이(Microsoft Spider Solitaire)는 마이크로소프트 윈도우에 있는 게임이다. 마이크로소프트 플러스! 포 윈도우 98에 포함되어 있으며, 이후 윈도우 미부터 윈도우 7까지 기본적으로 포함되기도 하였다.
윈도우 비스타부터 화려한 그래픽 효과가 추가되어 화려하게 즐길 수 있다. 윈도우 8부터 기본적으로 내장되어 있지 않으며, 윈도우 스토어에서 마이크로소프트 솔리테어 컬렉션을 내려받으면 스파이더 카드놀이를 다시 즐길 수 있다.
윈도우 XP에서 세이브한 파일에 사용되는 확장자는 SAV이고, 윈도우 비스타에서는 SpiderSoliaireSave-ms이다.